# 維胡拉鄉

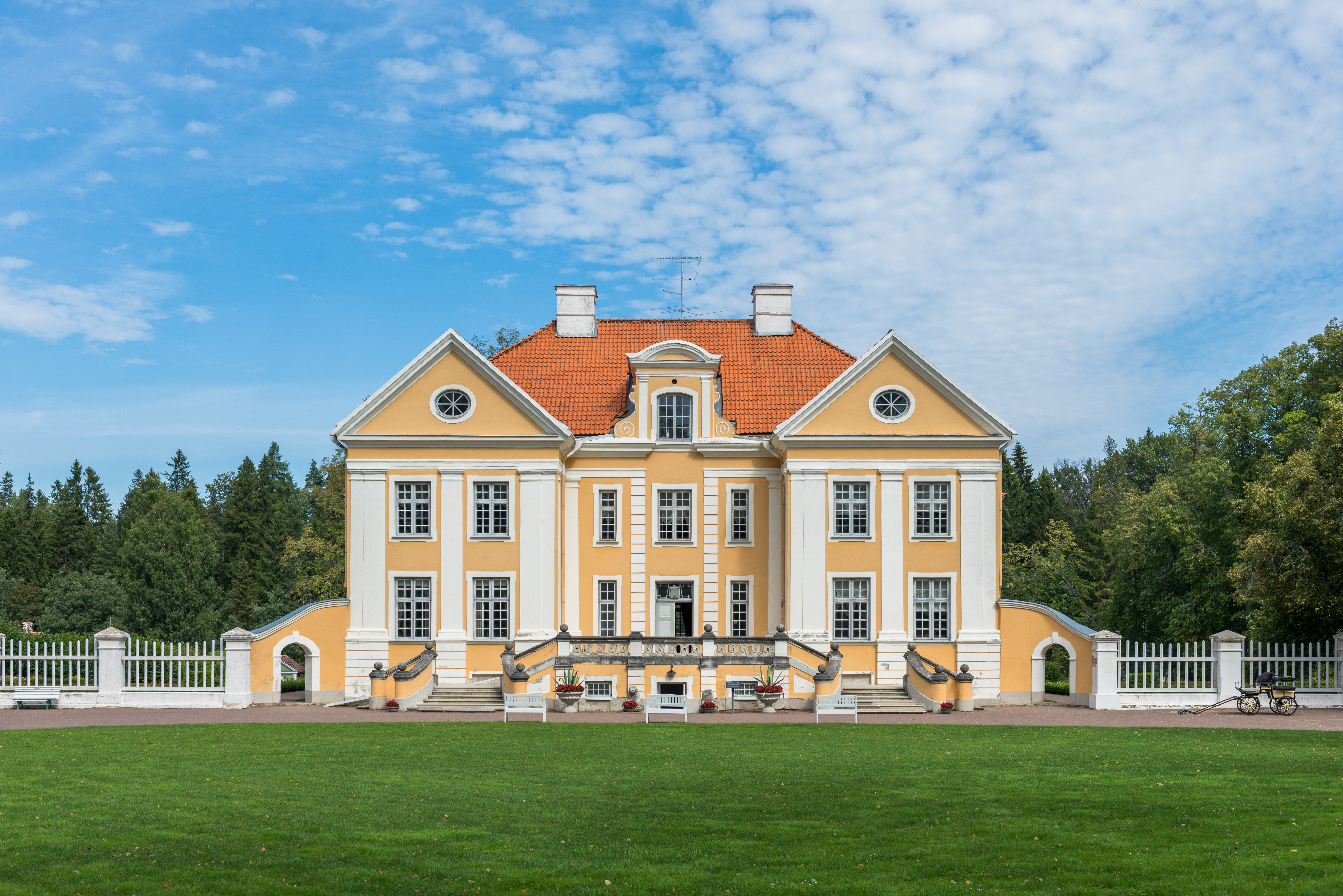
帕尔姆塞庄园

維胡拉鄉，曾是愛沙尼亞西維魯縣的一個鄉村型市镇，位於該國北部，行政中心設於沃苏，面積364平方公里，2009年人口1,939，人口密度每平方公里5人。
2017年爱沙尼亚行政改革后，维胡拉市镇和原哈利亚拉市镇合并成新的哈利亚拉市镇。
59°34′35″N 25°57′38″E / 59.57639°N 25.96056°E